# José Antonio López de la Plata
José Antonio López de la Plata fue un abogado que representó a la Intendencia de Nicaragua en las Cortes de Cádiz. Se graduó de licenciado en Leyes en la Universidad de San Carlos de Guatemala. 
Fue elegido por Nicaragua como diputado a Cortes en 1810, en sustitución de Juan Francisco Vílchez, que había renunciado a ese cargo. Fue juramentado por las Cortes en julio de 1811. Formó parte de las comisiones de Justicia, Negocios Ultramarinos y Honor, y también del Tribunal de las Cortes. Fue Vicepresidente de las Cortes. Junto con el diputado de Costa Rica Florencio del Castillo logró en 1812 que se creara la Provincia de Nicaragua y Costa Rica. Fue diputado suplente por Nicaragua en las Cortes ordinarias de 1813.
- Datos: Q5937931